# ماندولین (خردکن)

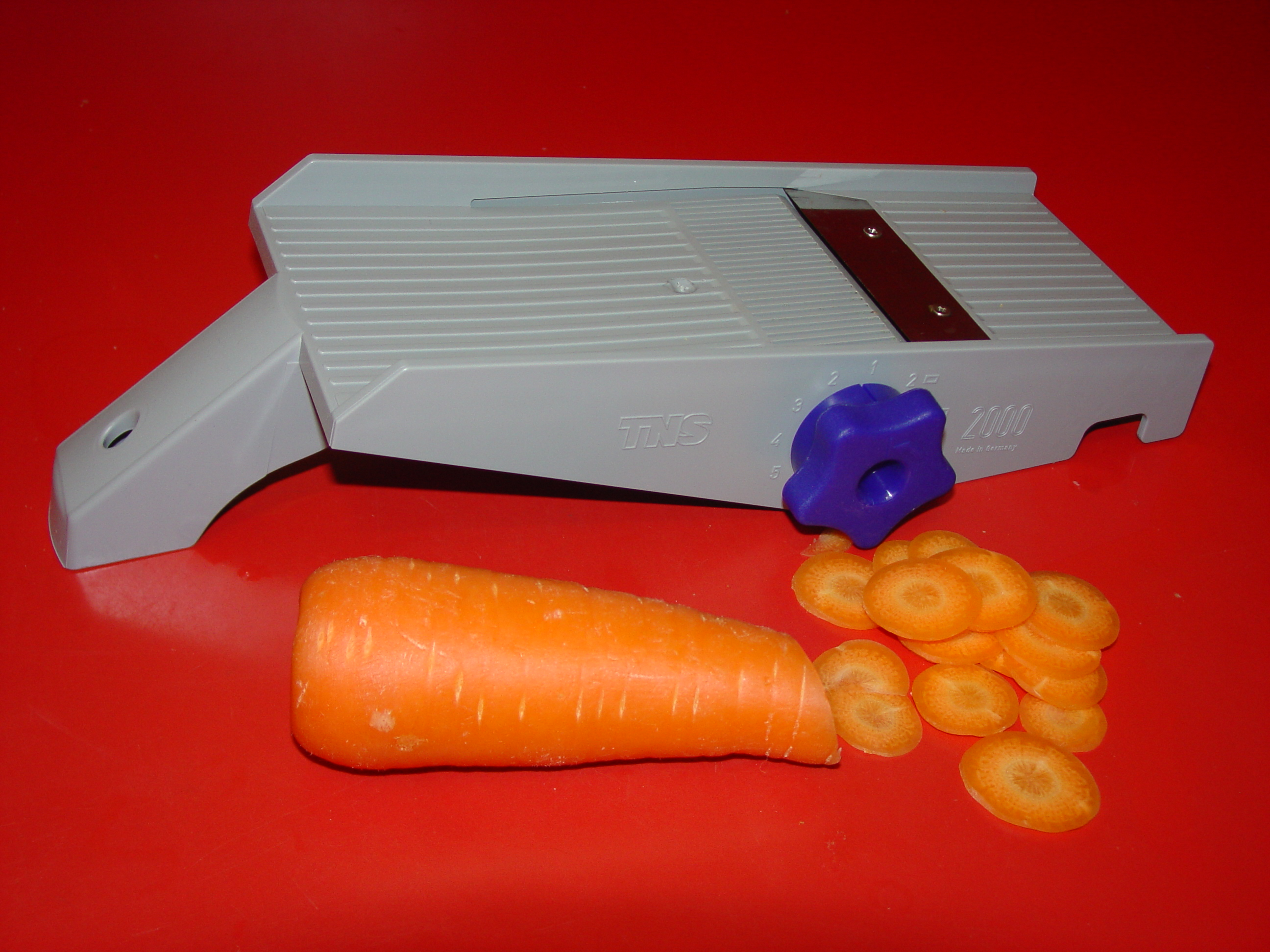
یک ماندولین که برای برش زدن هویج استفاده شده است

یک ماندولین یک ظرف آشپزی است که برای برش و خلال کردن استفاده می‌شود. با اتصالات مناسب می‌تواند برش‌های زیگ‌زاگ ایجاد کند.

## طراحی
ماندولین از دو سطح کار موازی تشکیل شده است که ارتفاع یکی از آنها قابل تنظیم است. یک ماده غذایی در امتداد سطح قابل تنظیم لغزیده می‌شود تا زمانی که به تیغه ای که روی سطح ثابت نصب شده است برسد، که آن را برش داده و اجازه می‌دهد تا بیافتد.
اغلب تیغه‌های دیگر عمود بر تیغه اصلی و به گونه ای نصب می‌شوند که خلال‌ها به صورت نواری برش بخورند. تیغه‌های ژولین ماندولین دارای در چندین عرض و ضخامت است. همچنین سبزیجات و میوه‌های سفت را خلالی، وافلی، برش زیگ‌زاگ و خرد می‌کند.
با ماندولین، برش‌ها از نظر ضخامت یکنواخت هستند، که برای غذاهای سرخ شده یا پخته شده (مثلاً چیپس سیب زمینی) و همچنین برای ارائه و نمایش مهم است. برش‌ها می‌توانند بسیار نازک و سریع بوده و با مهارت و تلاش بسیار کمتری نسبت به برش با چاقو یا دیگر تیغه‌ها درست شوند.

## عملکرد
ماندولین با حرکت دادن یک تکه غذا (با محافظ برای انگشتان) در امتداد یک صفحه شیبدار قابل تنظیم که دارای یک یا چند تیغه استفاده می‌شود. در برخی مدل‌ها از تیغه‌های عمودی برای تولید برش ژولین داده می‌شود، یا از تیغه‌ای موج‌دار برای ایجاد برش‌های زیگ‌زاگی استفاده می‌گردد. در این مدل‌ها یک چهارم چرخش به غذا هنگام عبور از تیغه‌ها باعث تولید برش‌های مکعبی و وافل می‌شود.
ماندولین در صورت عدم استفاده صحیح می‌تواند باعث آسیب جدی شود.